# Сеймур, Джон Френсис
Джон Ф. Сеймур (англ. John F. Seymour; род. 3 декабря 1937 года, Чикаго, Иллинойс) — американский политик-республиканец, сенатор США от штата Калифорния с 1991 по 1992 год.
Сеймур получил начальное образование в Пенсильвании. С 1955 по 1959 годах служил в Корпусе морской пехоты США. В 1962 году он окончил Калифорнийский университет в Лос-Анджелесе. Потом до 1981 года работал в сфере недвижимости и депозитного бизнеса. В 1980 году он стал президентом Калифорнийского отделения Ассоциации агентов по продаже недвижимости.
С 1974 по 1978 годы Сеймур входил в городской совет Анахайма, до 1982 года он был мэром этого города. С 1982 по 1991 годы был членом Сената Калифорнии.

## Ссылка
- John F. Seymour at the Biographical Directory of the United States Congress (англ.)
- Упоминания в телепередачах кабельной сети C-SPAN